# Maïa Hirsch
Maïa Hirsch (* 13. November 2003 in Saint-Quentin) ist eine französische Basketballspielerin.

## Laufbahn
Hirsch ist die Tochter der früheren Basketballspielerin Cynthia Hirsch und des Basketballtrainers Olivier Hirsch. Sie spielte in der Jugend beim Verein Roannais basket féminin und wurde im Leistungsstützpunkt des französischen Basketballverbands in Lyon gefördert sowie 2018 in das nationale Nachwuchszentrum INSEP aufgenommen. 2019 kehrte sie nach Roanne zurück.
2021 schloss sich Hirsch Charnay Basket Bourgogne Sud an und schaffte damit den Sprung in die erste Liga. Innerhalb dieser wechselte sie 2022 zu Villeneuve-d’Ascq. Im April 2023 sicherten sich die Minnesota Lynx aus der US-Liga WNBA die Rechte an der Französin.
Bei Villeneuve-d’Ascq kam sie wenig zum Einsatz, zur Saison 2025/26 wechselte Hirsch zu den Flammes Carolo.